# БРЕМ «Лев»

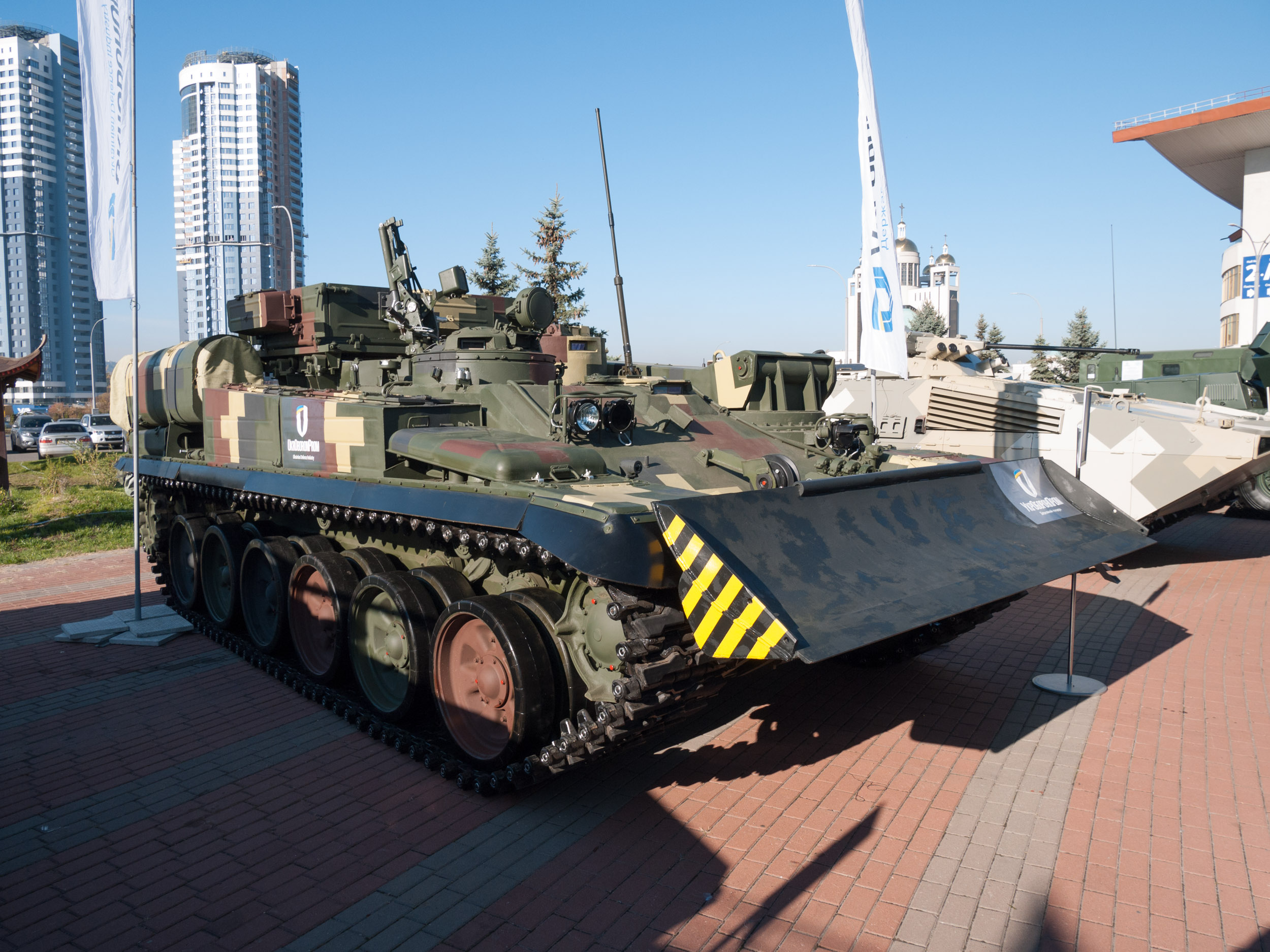
БРЕМ «Лев», 2018 р.

БРЕМ «Лев» — перспективна українська броньована ремонтно-евакуаційна машина. Розроблена у 2018 році. Створена на базі танка Т-72.

## Історія
У 2018 році Львівський бронетанковий завод завершив визначально-відомчі випробування БРЕМ «Лев» та був готовий до її серійного виробництва.

## Опис та конструкція
Призначена для евакуації та ремонту несправної техніки у бойових умовах.

### Обладнання
БРЕМ оснащена лебідкою із тросом робочою довжиною 200 метрів. Машина має кран-стрілу максимальною вантажопідйомністю 12 т.
Машина обладнана електрозварювальним обладнанням, яке живиться від генератора ремонтно-евакуаційної машини, для електрозварювальних робіт в польових умовах.
Додатково машина обладнана вантажною платформою, що дозволяє транспортувати запасні частини, необхідні для проведення ремонтних робіт, вагою до 1,5 т.

### Озброєння
Кулемет НСВТ (КТ-12,7).

## Тактико-технічні характеристики
Тягове зусилля лебідки:
- 22 000 — 25 000 кгс
- до 75 000 кгс (при використанні додаткових поліспастів)

Вантажопідйомність крану:
- 12 тонн

Екіпаж:
- 3 людини